# Георгиева, Надежда
Надежда Георгиева (болг. Надежда Георгиева; род. 2 сентября 1961, Габрово), также известна по фамилиям Иванова и Кирякова — болгарская легкоатлетка, специалистка по бегу на короткие дистанции. Выступала за сборную Болгарии по лёгкой атлетике в 1981—1991 годах, обладательница серебряной медали чемпионата Европы, победительница турнира «Дружба-84», действующая рекордсменка страны в эстафете 4 × 100 метров, участница летних Олимпийских игр в Сеуле.

## Биография
Надежда Георгиева родилась 2 сентября 1961 года в городе Габрово, Болгария.
Первого успеха в международном уровне добилась в сезоне 1981 года, когда вошла в состав болгарской сборной и выступила на международном старте в Бурже, где вместе с соотечественницами одержала победу в зачёте эстафеты 4 × 200 метров.
В 1982 году бежала 200 метров на чемпионате Европы в помещении в Милане, дошла до полуфинала. На чемпионате Европы в Афинах была седьмой в беге на 100 метров и четвёртой в эстафете 4 × 100 метров.
В 1983 году на домашних соревнованиях в Софии установила личные рекорды на дистанциях 100 и 200 метров — 11,09 и 22,42 соответственно. Позднее отметилась победой в 100-метровой дисциплине на VIII летней Спартакиаде народов СССР в Москве. Принимала участие во впервые проводившемся чемпионате мира по лёгкой атлетике в Хельсинки — в беге на 100 метров остановилась на стадии полуфиналов, тогда как в эстафете 4 × 100 метров стала четвёртой.
Рассматривалась в качестве кандидатки на участие в летних Олимпийских играх 1984 года в Лос-Анджелесе, однако Болгария вместе с другими странами восточного блока бойкотировала эти соревнования по политическим причинам. Вместо этого Георгиева выступила на альтернативном турнире «Дружба-84» в Праге, где заняла седьмое место в беге на 100 метров, взяла бронзу в беге на 200 метров, вместе с соотечественницами победила в эстафете 4 × 100 метров.
На чемпионате Европы 1986 года в Штутгарте не смогла преодолеть предварительный квалификационный этап в индивидуальном беге на 100 метров, но в эстафете 4 × 100 метров выиграла серебряную медаль.
В 1987 году на Кубке Европы в Праге получила серебро в дисциплине 200 метров и в эстафете 4 × 100 метров. На чемпионате мира в Риме дошла до полуфинала на дистанции 100 метров, стала восьмой на дистанции 200 метров и четвёртой в эстафете 4 × 100 метров.
В 1988 году выиграла 100 и 200 метров на Балканских играх в Анкаре. Благодаря череде успешных выступлений удостоилась права защищать честь страны на Олимпийских играх в Сеуле — в дисциплине 200 метров дошла до полуфинала, в эстафете 4 × 100 метров показала в финале пятый результат.
В 1989 году на чемпионате Балкан в Сере трижды поднималась на верхнюю ступень пьедестала почёта: была лучшей в беге на 100 и 200 метров, а также в эстафете 4 × 100 метров.
В 1991 году стартовала в эстафете 4 × 100 метров на чемпионате мира в Токио, но в финал не вышла. На этом завершила спортивную карьеру.
Замужем за известным болгарским стрелком из пистолета Таню Киряковым, двукратным олимпийским чемпионом, трёхкратным чемпионом Европы.